# Пятигорский молочный комбинат
Пятигорский молочный комбинат — изготовитель молочных продуктов в Пятигорске на улице Ермолова, 38. Продукция выпускается под брендом «Молочный родник».

## История
История Пятигорского молочного комбината берёт своё начало в 1946 году под названием Пятигорский городской молочный завод Ставропольского треста «Росглавмолоко». Выпускались мороженые, сливочные масла и молоко. Ежемесячно перерабатывалось 50 тонн молока.
В 1981 году предприятие вышло на новые объёмы производства — началась ежесуточная переработка 200 тонн молока. В 1990-х годах компания вошла в эпоху больших перемен: ежесуточно перерабатывалось 15 тонн молока.
1 октября 2003 года в станице Суворовская была открыта агроферма, расположенная в 25 км от Ессентуков. Проектная мощность составляет 1800 голов дойного стада коров. В мае 2008 года Владимир Путин, побывав на агроферме, высоко оценил её деятельность.
С 2016 года Пятигорский молочный комбинат перерабатывает 250 тонн молока в сутки. Продукция стала реализовываться почти по всей России. К 2019 году предприятие стало производить до 200 тонн молока в сутки. Для Пятигорского молочного комбината была разработана технологическая линия KRONES.